# Grande Prêmio da Áustria de 2019 (MotoGP)
O Grande Prêmio da MotoGP da Áustria de 2019 ocorreu em 11 de agosto.

## Resultados

### Classificação MotoGP
| Pos | Piloto            | Equipe                       | Moto    | Tempo     | Pontos |
| --- | ----------------- | ---------------------------- | ------- | --------- | ------ |
| 1   | Andrea Dovizioso  | Ducati Team                  | Ducati  | 39'34.771 | 25     |
| 2   | Marc Marquez      | Repsol Honda Team            | Honda   | +0.213    | 20     |
| 3   | Fabio Quartararo  | Petronas Yamaha SRT          | Yamaha  | +6.117    | 16     |
| 4   | Valentino Rossi   | Monster Energy Yamaha MotoGP | Yamaha  | +7.719    | 13     |
| 5   | Maverick Viñales  | Monster Energy Yamaha MotoGP | Yamaha  | +8.674    | 11     |
| 6   | Alex Rins         | Team SUZUKI ECSTAR           | Suzuki  | +8.695    | 10     |
| 7   | Francesco Bagnaia | Pramac Racing                | Ducati  | +16.021   | 9      |
| 8   | Miguel Oliveira   | Red Bull KTM Tech 3          | KTM     | +16.206   | 8      |
| 9   | Danilo Petrucci   | Ducati Team                  | Ducati  | +17.350   | 7      |
| 10  | Franco Morbidelli | Petronas Yamaha SRT          | Yamaha  | +20.510   | 6      |
| 11  | Takaaki Nakagami  | LCR Honda IDEMITSU           | Honda   | +22.273   | 5      |
| 12  | Johann Zarco      | Red Bull KTM Factory Racing  | KTM     | +25.503   | 4      |
| 13  | Stefan Bradl      | Repsol Honda Team            | Honda   | +31.962   | 3      |
| 14  | Aleix Espargaro   | Aprilia Racing Team Gresini  | Aprilia | +34.741   | 2      |
| 15  | Karel Abraham     | Reale Avintia Racing         | Ducati  | +48.109   | 1      |
| 16  | Andrea Iannone    | Aprilia Racing Team Gresini  | Aprilia | 1 volta   | 0      |

### Classificação Moto2
| Pos | Piloto                | Equipe                      | Moto      | Tempo     | Pontos |
| --- | --------------------- | --------------------------- | --------- | --------- | ------ |
| 1   | Brad Binder           | Red Bull KTM Ajo            | KTM       | 37'24.963 | 25     |
| 2   | Alex Marquez          | EG 0,0 Marc VDS             | Kalex     | +0.330    | 20     |
| 3   | Jorge Navarro         | Beta Tools Speed Up         | Speed Up  | +1.839    | 16     |
| 4   | Lorenzo Baldassarri   | FLEXBOX HP 40               | Kalex     | +2.183    | 13     |
| 5   | Augusto Fernandez     | FLEXBOX HP 40               | Kalex     | +3.303    | 11     |
| 6   | Thomas Luthi          | Dynavolt Intact GP          | Kalex     | +4.645    | 10     |
| 7   | Jorge Martin          | Red Bull KTM Ajo            | KTM       | +5.200    | 9      |
| 8   | Iker Lecuona          | American Racing KTM         | KTM       | +5.285    | 8      |
| 9   | Marcel Schrotter      | Dynavolt Intact GP          | Kalex     | +6.973    | 7      |
| 10  | Mattia Pasini         | Tasca Racing Scuderia Moto2 | Kalex     | +9.428    | 6      |
| 11  | Andrea Locatelli      | Italtrans Racing Team       | Kalex     | +11.203   | 5      |
| 12  | Somkiat Chantra       | IDEMITSU Honda Team Asia    | Kalex     | +12.252   | 4      |
| 13  | Nicolo Bulega         | SKY Racing Team VR46        | Kalex     | +13.099   | 3      |
| 14  | Fabio Di Giannantonio | Beta Tools Speed Up         | Speed Up  | +13.886   | 2      |
| 15  | Bo Bendsneyder        | NTS RW Racing GP            | NTS       | +18.684   | 1      |
| 16  | Stefano Manzi         | MV Agusta Temporary Forward | MV Agusta | +20.714   | 0      |
| 17  | Dominique Aegerter    | MV Agusta Temporary Forward | MV Agusta | +25.000   | 0      |
| 18  | Jonas Folger          | Petronas Sprinta Racing     | Kalex     | +25.226   | 0      |
| 19  | Jake Dixon            | Sama Qatar Angel Nieto Team | KTM       | +28.471   | 0      |
| 20  | Steven Odendaal       | NTS RW Racing GP            | NTS       | +29.993   | 0      |
| 21  | Joe Roberts           | American Racing KTM         | KTM       | +33.876   | 0      |
| 22  | Philipp Oettl         | Red Bull KTM Tech 3         | KTM       | +34.746   | 0      |
| 23  | Marco Bezzecchi       | Red Bull KTM Tech 3         | KTM       | +38.031   | 0      |
| 24  | Sam Lowes             | Federal Oil Gresini Moto2   | Kalex     | +44.263   | 0      |
| 25  | Teppei Nagoe          | IDEMITSU Honda Team Asia    | Kalex     | +1'00.320 | 0      |
| 26  | Xavi Cardelus         | Sama Qatar Angel Nieto Team | KTM       | +1'00.432 | 0      |
| 27  | Lukas Tulovic         | Kiefer Racing               | KTM       | +1'00.934 | 0      |

### Classificação Moto3
| Pos | Piloto              | Equipe                      | Moto  | Tempo     | Pontos |
| --- | ------------------- | --------------------------- | ----- | --------- | ------ |
| 1   | Romano Fenati       | VNE Snipers                 | Honda | 37'50.135 | 25     |
| 2   | Tony Arbolino       | VNE Snipers                 | Honda | +1.097    | 20     |
| 3   | John Mcphee         | Petronas Sprinta Racing     | Honda | +1.105    | 16     |
| 4   | Celestino Vietti    | SKY Racing Team VR46        | KTM   | +1.120    | 13     |
| 5   | Marcos Ramirez      | Leopard Racing              | Honda | +6.789    | 11     |
| 6   | Lorenzo Dalla Porta | Leopard Racing              | Honda | +7.559    | 10     |
| 7   | Makar Yurchenko     | BOE Skull Rider Mugen Race  | KTM   | +17.880   | 9      |
| 8   | Jakub Kornfeil      | Redox PruestelGP            | KTM   | +17.902   | 8      |
| 9   | Niccolò Antonelli   | SIC58 Squadra Corse         | Honda | +17.936   | 7      |
| 10  | Aron Canet          | Sterilgarda Max Racing Team | KTM   | +18.030   | 6      |
| 11  | Albert Arenas       | Sama Qatar Angel Nieto Team | KTM   | +18.730   | 5      |
| 12  | Ai Ogura            | Honda Team Asia             | Honda | +23.800   | 4      |
| 13  | Ayumu Sasaki        | Petronas Sprinta Racing     | Honda | +23.884   | 3      |
| 14  | Dennis Foggia       | SKY Racing Team VR46        | KTM   | +24.240   | 2      |
| 15  | Darryn Binder       | CIP Green Power             | KTM   | +24.955   | 1      |
| 16  | Alonso Lopez        | Estrella Galicia 0,0        | Honda | +25.595   | 0      |
| 17  | Deniz Oncu          | Red Bull KTM Ajo            | KTM   | +28.156   | 0      |
| 18  | Kaito Toba          | Honda Team Asia             | Honda | +40.414   | 0      |
| 19  | Filip Salac         | Redox PruestelGP            | KTM   | +40.668   | 0      |
| 20  | Maximilian Kofler   | Sama Qatar Angel Nieto Team | KTM   | +41.032   | 0      |
| 21  | Jeremy Alcoba       | Kömmerling Gresini Moto3    | Honda | +43.327   | 0      |
| 22  | Stefano Nepa        | Reale Avintia Arizona 77    | KTM   | +48.553   | 0      |
| 23  | Riccardo Rossi      | Kömmerling Gresini Moto3    | Honda | +53.478   | 0      |
| 24  | Kazuki Masaki       | BOE Skull Rider Mugen Race  | KTM   | +1'16.731 | 0      |
| 25  | Tom Booth-amos      | CIP Green Power             | KTM   | +1'20.178 | 0      |
| 26  | Andrea Migno        | Bester Capital Dubai        | KTM   | +1'24.566 | 0      |
| 27  | Sergio García       | Estrella Galicia 0,0        | Honda | 1 volta   | 0      |

### Classificação MotoE
| Pos | Piloto           | Equipe                     | Moto     | Tempo     | Pontos |
| --- | ---------------- | -------------------------- | -------- | --------- | ------ |
| 1   | Mike Di Meglio   | EG 0,0 Marc VDS            | Energica | 8'41.799  | 25     |
| 2   | Xavier Simeon    | Avintia Esponsorama Racing | Energica | +2.238    | 20     |
| 3   | Bradley Smith    | One Energy Racing          | Energica | +4.368    | 16     |
| 4   | Alex De Angelis  | OCTO Pramac MotoE          | Energica | +5.071    | 13     |
| 5   | Matteo Ferrari   | TRENTINO Gresini MotoE     | Energica | +5.155    | 11     |
| 6   | Sete Gibernau    | Join Contract Pons 40      | Energica | +6.845    | 10     |
| 7   | Joshua Hook      | OCTO Pramac MotoE          | Energica | +7.961    | 9      |
| 8   | Niccolo Canepa   | LCR E-Team                 | Energica | +10.331   | 8      |
| 9   | Jesko Raffin     | Dynavolt Intact GP         | Energica | +8.907    | 7      |
| 10  | Lorenzo Savadori | TRENTINO Gresini MotoE     | Energica | +11.637   | 6      |
| 11  | Kenny Foray      | Tech 3 E-Racing            | Energica | +16.446   | 5      |
| 12  | Randy De Puniet  | LCR E-Team                 | Energica | +18.062   | 4      |
| 13  | Mattia Casadei   | Ongetta SIC58 Squadracorse | Energica | +19.584   | 3      |
| 14  | Nicolas Terol    | OpenBank Ángel Nieto Team  | Energica | +21.244   | 2      |
| 15  | Niki Tuuli       | Ajo MotoE                  | Energica | +22.490   | 1      |
| 16  | Maria Herrera    | OpenBank Ángel Nieto Team  | Energica | +25.746   | 0      |
| 17  | Eric Granado     | Avintia Esponsorama Racing | Energica | +1'10.619 | 0      |